# Torenia crenata
Torenia crenata är en tvåhjärtbladig växtart som först beskrevs av Francis Whittier Pennell, och fick sitt nu gällande namn av Francis Whittier Pennell. Torenia crenata ingår i släktet Torenia och familjen Linderniaceae. Inga underarter finns listade i Catalogue of Life.